# Хроника Полонорум
Хроника Полонорум (на латински: Chronica seu originale regum et principum Poloniae, съкр. Chronica Polonorum) е история на Полша, написана на латински език от Винценти Кадлубек, епископ на Краков, между 1190 и 1208 година. Документът е поръчан от Кажимеж II Справедливи, княз в Полша.
Първите 3 части са написани в стила на класическия диалог, където авторът се поставя в ролята на наблюдател на разговори между исторически актъори. Този стил е необичаен за Средните векове, тъй като се използва предимно през Античността. Кадлубек включва в хрониката митични и анахронични събития, като опитва да свърже произхода на поляците с Древен Рим, което е нормална практика през Средновековието.
В четвъртата част са представени събития, които са времево близки до автора, затова има и висока историческа стойност. Централна роля тук заемат полските князе Мешко III Стари (* 1126; † 1202) и Кажимеж II Справедливи (* 1138; † 1194).